# Tiroloscia exigua
Tiroloscia exigua är en kräftdjursart som först beskrevs av Gustav Budde-Lund 1885.  Tiroloscia exigua ingår i släktet Tiroloscia och familjen Philosciidae. Inga underarter finns listade i Catalogue of Life.